# Király Béla (író)
Király Béla (Sóvárad, 1957. január 25. –) romániai magyar író.

## Életútja
Középiskolát a szovátai líceum reálszakán végzett (1976); a Babeș-Bolyai Egyetemen szerzett filozófia-történelem szakos diplomát (1982). A sepsiszentgyörgyi Székely Mikó Kollégium tanára. Versei, novellái, esszéi és kritikái 1981 óta jelentek meg az Utunk, Korunk, A Hét, Igaz Szó, Ifjúmunkás, majd 1990 óta a Látó, Helikon, illetve a Forrás, Erdélyi Tükör, Új Horizont, Mozgó Világ s más folyóiratok hasábjain. A Céh c. budapesti folyóirat szerkesztőségi tagja. A Tény és való (1989) c. tudományelméleti kötetben tanulmánnyal szerepelt, gondozta és tanulmánnyal látta el Giordano Bruno A végtelenről, a világegyetemről és a világokról c. filozófiai dialógusát (Téka, 1990). Esszével szerepelt a Határontúli költők az anyanyelvről (Győr, 1992) c. vers- és esszékötetben.
A Köpeczi Béla szerkesztette háromkötetes Erdély története c. munka angol nyelvű változatát 2003 áprilisában az Atlanti Kutató és Kiadó Közalapítvány (USA) irányításával, Király Béla professzor felügyeletével a New York-i Columbia Egyetem könyvműhelyében nyomtatták ki.